# Höfðavatn (Skagafjörður)
Der Höfðavatn ist ein lagunenartiger See im Norden Islands. Er liegt auf dem Gemeindegebiet von Skagafjörður in der Region Norðurland vestra.

## Geografie
Der Höfðavatn liegt am Fjord Skagafjörður etwa 7 km nördlich des Ortes Hofsós.  
Die Fläche des Höfðavatn beträgt etwa 10 km²; die maximale Tiefe ist 6,4 m, die mittlere Tiefe 3,9 m. Nördlich des Sees liegt der Málmeyjarsund, westlich Þórdarhöfði.

## Verkehr
Östlich des Sees verläuft die Siglufjarðarvegur .